# Århus Kommunale Værker
Århus Kommunale Værker var en dansk forsyningsvirksomhed, der var ejet af Aarhus Kommune.
Virksomheden blev dannet i 1962 ved en fusion af Aarhus Belysningsvæsen og Aarhus Vandforsyning. Selskabet havde ansvaret for forsyningen af gas, el, varme og vand samt kommunens badeanstalter og rottebekæmpelse. Selskabet voksede sig løbende større gennem opkøb af en lang række af kommunens mindre vandværker.
Organisatorisk hørte Århus Kommunale Værker under magistratsafdelingen for forsyningsvirksomhederne. Her var blandt andre Poul B. Skou rådmnad.
Selskabet blev nedlagt 1. januar 2007 og opsplittet i to selskaber, der også er kommunalt ejede: AffaldVarme Aarhus (fra 2022 Kredsløb) og Vand og Spildevand (nu Aarhus Vand).